# 7th Rose
『7th Rose』（セブンス ローズ）は、日本のバンドDの通算5枚目のスタジオ・アルバムである。発売元はavex trax。

## 概要
- メジャー2枚目のアルバム。
- 通常盤と初回生産限定盤（DVD付・フォトブックレット付）の三種リリース。初回生産限定盤には「7th Rose」のビデオクリップ、メンバーのフォトブックレット付き。また、初回生産限定盤にはトレーディングカード(全6種。ランダム封入) 封入。

## 収録曲

### CD
1. 7th Rose ～Return to Zero～[0:23]
作詞・作曲：ASAGI、編曲:D・岡野ハジメ
2. 7th Rose[4:35]
作詞・作曲：ASAGI、編曲:D・岡野ハジメ
3. 花摘みの乙女 ～Rozova Dolina～[3:16]
作詞・作曲：ASAGI、編曲:D
4. Tightrope[3:43]
作詞・作曲：ASAGI、編曲:D・岡野ハジメ
5. Crimson Fish[3:57]
作詞・作曲：ASAGI、編曲:D
6. Independent Queen[3:59]
作詞：ASAGI、作曲：Ruiza、編曲:D・岡野ハジメ
7. 13月の夢見丘[4:16]
作詞・作曲：ASAGI、編曲:D・岡野ハジメ
8. Day by Day[3:42]
作詞・作曲：ASAGI、編曲:D・岡野ハジメ
9. 絡繰り絵巻[3:45]
作詞：ASAGI、作曲：Ruiza、編曲:D・岡野ハジメ
10. 鬨の声[3:27]
作詞・作曲：ASAGI、編曲:D
11. Sleeping beautiful beast[5:38]
作詞：ASAGI、作曲：Tsunehito、編曲:D・岡野ハジメ
12. 三日月揺籃歌[2:07]
作詞・作曲：ASAGI、編曲:D
13. 風がめくる頁 (ボーナストラック)[4:35]
作詞：ASAGI、作曲：Tsunehito、編曲:岡野ハジメ

### DVD（初回生産限定盤のみ）
1. 7th Rose (Video Clip)
  - PV監督は江原慎太郎。